# Osoi (Comarna), Iași
Osoi este satul de reședință al comunei Comarna din județul Iași, Moldova, România.